# Маківка (річка)
Маківка — річка в Україні, у Шосткинському районі Сумської області. Ліва притока Свиги (басейн Дніпра).

## Опис
Довжина річки приблизно 3,7 км.

## Розташування
Бере початок у селі Уралове. Тече переважно на північний захід і впадає у річку Свигу, ліву притоку Десни.
Річку перетинає Т 1908.